# 平野野平
平野 野平（ひらの のび、Nobi HIRANO、1982年12月6日 - ）は熊本県人吉市出身の津軽三味線奏者。

## 来歴
鍵盤奏者でありキーボーディストである吉田敬とのデュオユニットである「出-IZR-」のメンバー。相方である吉田の作曲によるオリジナル曲やカバー曲での演奏、関島秀樹などのサポート、他アーティストとのコラボなどを行っている。

## 主な活動
- 2006年　1stシングル「TSUGARU」
- 2007年　2ndシングル「First Impression」
- 2009年　第6回ゴールドコンサート（東京国際フォーラム）ネット投票第1位
- 2009年7月25日　「パフォー!」（NHK）出演
共演：マーティ・フリードマン、はんにゃ、つるの剛士[1]
- 2010年　1stアルバム「天晴」[2]
- 2010年　RKKアトリウムコンサートにて初の“音楽を中心としたインターネットライブ”[3]

- 2012年　初の海外公演を韓国の釜山ロッテホテルにて行う
- 2013年　琉球の風に関島秀樹のサポートアーティストとして出演。
他の出演者：THE BOOM、夏川りみ、かりゆし58など

- 椎名霞 and 出-IZR- 「夢吹雪」- 演奏で参加
- 淀川ひろし「天草宝島音頭」 - 演奏で参加